# Тува
Тува (рус. Тува) или Тива (рус. Тыва, тув. Тыва), званично Република Тува (рус. Республика Тува, тув. Тыва Республика), је конститутивни субјект Руске Федерације са статусом аутономне републике на простору јужног Сибира. Главни град републике је град Кизил.

## Етимологија
Република је добила име по титуларном народу Тувинцима који су и најбројнији народ у овој републици. Тувинци су народ туркијског порекла, традиционално будистичке вероисповести.
Првобитни народ који је насељавао ову територију познат је као Урјанхајци, које су Монголи звали „Шумски људи”. Временом је дошло до мешања овог народа са јужним туркијским народима и настао је тувински народ. Тувинци себе називају Тива (тув. Тыва), а тако називају и своју матичну републику. Након проведеног референдума, од 2001. године у Русији су равноправна оба назива.

## Историја

### Независност
Тува је била под влашћу кинеске Ћинг династије од 1758. до 1914. године (пре овога била је део разних монголских и туркијских каната).
У Кини 1911. године избија Синхајска револуција, са циљем да избаци династичну власт из тадашње Кине. Са тим циљем се појављује и тувински национализам, кога је подржавало Руско царство. Руски цар Николај II шаље војску у Туву 1912. године, а већ 1914. године Тува проглашава независност под називом Урјанкајска Република. Ипак, проглашена независност је кратко трајала и Тува се убрзо прикључује Русији као њен протекторат под називом Урјанкајски крај. Руси подижу главни град нове покрајине, назван Бјелоцарск.

### Комунизам
Године 1917. почиње грађански рат у Русији, а 1920. Црвена армија улази у Туву. Следеће године, тувински комунисти проглашавају Народну Републику Туву, коју је једино признавао Совјетски Савез. Иако је била комунистичка земља, будизам је проглашен као званична религија. Такође се радило и на смањивању руског утицаја, тако што се регулисала имиграција из Совјетског Савеза и ојачавали односи са новонасталом НР Монголијом. Ово су Совјети спречили тиме што су 1930. сменили власт у Туви са бољшевицима оданим Совјетском Савезу, који су убили или протерали 1/3 партије. Године 1944, Тува својевољно постаје део Совјетског Савеза, због чега је и дан данас део Руске Федерације.
Име главног града промењено је 1918. из Бјелоцарск у Хем-Белдир, а 1926. у данашње име.

## Становништво

### Популација
| 1989.   | 2002.   | 2010.   | 2021.   |
| ------- | ------- | ------- | ------- |
| 309,129 | 305,510 | 307,930 | 336,651 |

### Етничка подела
Најбројнији народ у Туви су Тувинци, који чине 82% популације. Одмах иза су Руси са 16,3% популације. Постоје и остале етничке групе, углавном номадског порекла, али ниједна не прелази 0,5% целокупне популације.

### Виталне статистике
Године 2016. популација Туве повећала се за 3,4‰. Просечан животни век је поприлично низак, тако да мушкарци живе у просеко око 59, а жене око 73 године.